# La Dogueria
La Dogueria és una masia de l'Esquirol (Osona) inclosa a l'Inventari del Patrimoni Arquitectònic de Catalunya.

## Descripció
Masia clàssica de planta rectangular (11 x 8 m), el cos original de la qual està voltat, a les façanes Est i Oest, per annexes posteriors. L'edifici està molt reformat. Consta de planta baixa i un pis. Està cobert a dues vessants amb el carener paral·lel a la façana situada a llevant, que possiblement en el seu origen no era la principal. La façana Sud presenta un porxo amb un pilar de carreus central i barana de fusta i dos cossos annexes laterals que sobresurten. Un és utilitzat com a galeria i presenta simetria a les obertures. La resta de façanes no presenta simetria. Al porxo del primer pis hi ha un portal datat (1754). La façana principal actual presenta un portal d'entrada al primer pis i s'hi accedeix per una escala.

## Història
Masia antiga documentada del segle xii. El nom de la masia podia venir de que hi hagués existit una producció de "dogues" (costellam) de les bótes i barrils.
Apareix en el "Nomenclator de la Provincia de Barcelona. Partido Judicial de Vich. 1860" com a casa de pagès.